# Andria Tayeh
Pour les articles homonymes, voir Tayeh.
Andria Tayeh (en arabe : أندريا طايع ; née le 9 mai 2001) est une actrice et mannequin jordanienne et libanaise, connue pour son rôle de Mariam dans la mini-série Netflix AlRawabi School for Girls. 

## Biographie
Andria déclare que son rôle dans AlRawabi School for Girls est son premier rôle devant une caméra. Elle commence par auditionner pour le rôle de Dina, qui est finalement interprêté par Yara Mustafa. Lors d'une audition, elle s'ouvre à la créatrice de la série Tima Shomali (en), révélant qu'elle avait été victime de harcèlement, et à partir de là, la réalisatrice a pensé qu'elle convenait parfaitement au rôle de Mariam. Tima Shomali auditionne Andria Tayeh pour le rôle Mariam, le personnage principal, et l'obtient.

## Filmographie
- 2021 : AlRawabi School for Girls saison 1
- 2024 : AlRawabi School for Girls saison 2